# María Kodama
María Kodama Schweizer (Buenos Aires, 10 maart 1937 – Vicente López, 26 maart 2023) was een Argentijns dichteres. Haar man was Jorge Luis Borges en zij was de directeur van zijn stichting.
Kodama overleed op 86-jarige leeftijd aan de gevolgen van borstkanker.

## Werken
- Homenaje a Borges, Lumen (2016)
- Relatos, Sudamericana (2018)

- Biblioteca Nacional de España: XX968353
- Bibliothèque nationale de France: cb120725311 (data)
- CiNii: DA09602614
- Gemeinsame Normdatei: 1057230715
- International Standard Name Identifier: 0000 0001 1071 4646
- Library of Congress Control Number: n85030920
- Nationale Bibliotheek van Tsjechië: jo2008446750
- Nationale Bibliotheek van Israël: 987007372049305171
- Nederlandse Thesaurus van Auteursnamen: 069583862
- Système universitaire de documentation: 029008956
- Virtual International Authority File: 76339876
- WorldCat: E39PBJpytbMhTBgrMMV4BVc9Dq